# 뮤직인더트립
《뮤직인더트립》는 MBC TV에서 매주 목요일 오후 5시 10분에 방송 중인 음악 예능 프로그램이다.

## 프로그램 소개
싱어송라이터의 지역 SONG 창작 프로젝트로 음악을 벗 삼아 펼치는 가수들의 날것 그대로가 고스란히 담긴 찐 여행기

## 출연진
강진 팀
- 이무진

단양 팀
- 함은정 (티아라)
- 최종현 (틴탑)

고령 팀
- 이대휘 (워너원 출신, AB6IX)
- 이진혁 (업텐션 출신)
- 윤지성 (워너원 출신)

## 게스트
강진 팀
- 렌 (뉴이스트 출신) (3회 ~ 4회)
- 츄 (이달의 소녀 출신) (6회 ~ 7회)
- 이동흔, 유재선 (8회)

## 결방
2023년
- 9월 21일 : 《2022 항저우 아시안게임 - 남자배구 C조 <대한민국 VS 캄보디아>》 중계방송 편성으로 결방.
- 9월 28일 ~ 10월 5일 : 2022 항저우 아시안게임 중계 방송 편성으로 결방.